# Cees de steentijdman

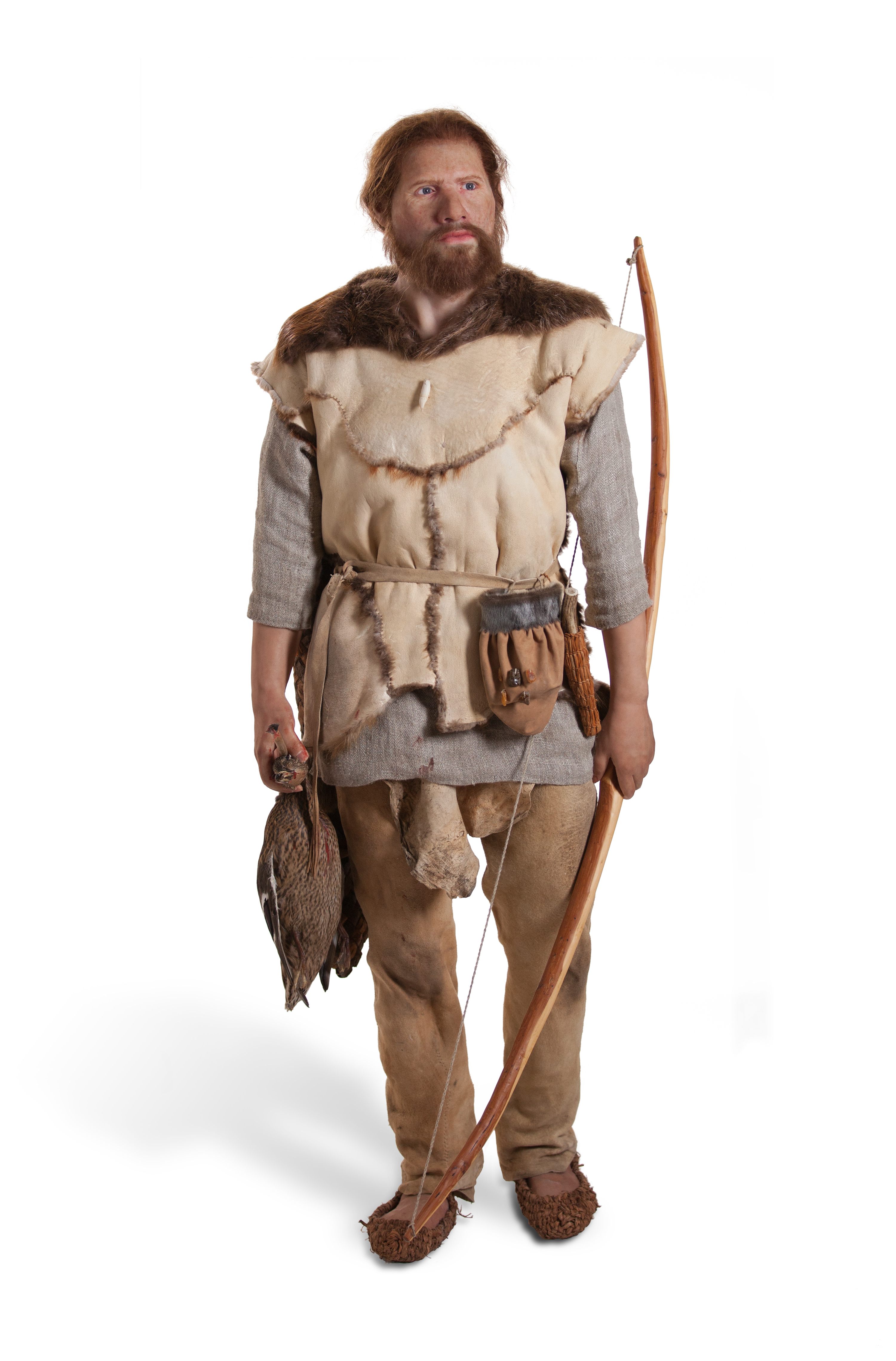
De reconstructie van Cees

In 1990 vond er in de Nederlandse provincie Noord-Holland een opgraving plaats waarbij een skelet werd gevonden van een man. Deze man zou ongeveer 2500 jaar voor Chr. geleefd hebben tijdens de standvoetbekercultuur in de kopertijd en kreeg de naam Cees de steentijdman, vernoemd naar de eigenaar Cees J. van Berkel van het perceel waarop hij werd gevonden.
De opgraving in 1990 vond plaats op de Mienakker dat gelegen is tussen Aartswoud en Hoogwoud in de gemeente Opmeer in de regio West-Friesland.
In 2012-2013 werd er een reconstructie gemaakt van de steentijdman. Tot aan de reconstructie lagen de vondsten van de Mienakker bewaard in het archeologisch depot van de provincie, totdat de opgraving in 2012 opnieuw werd bestudeerd. Het skelet was van een man met een leeftijd van tussen de 26 en 35 en zijn benen waren aangevreten. De man was tussen de 1,68 en 1,76 centimeter lang. De steentijdman zou begraven zijn geweest in een dodenhuis van 20 meter lang, ongebruikelijk voor de standvoetbekercultuur. 
In november 2013 werd de reconstructie tentoongesteld in het Westfries Museum in Hoorn. In de loop van 2014 kreeg de steentijdman een plek in het archeologiecentrum Huis van Hilde in Castricum.